# تدريب داخل مجال العمل

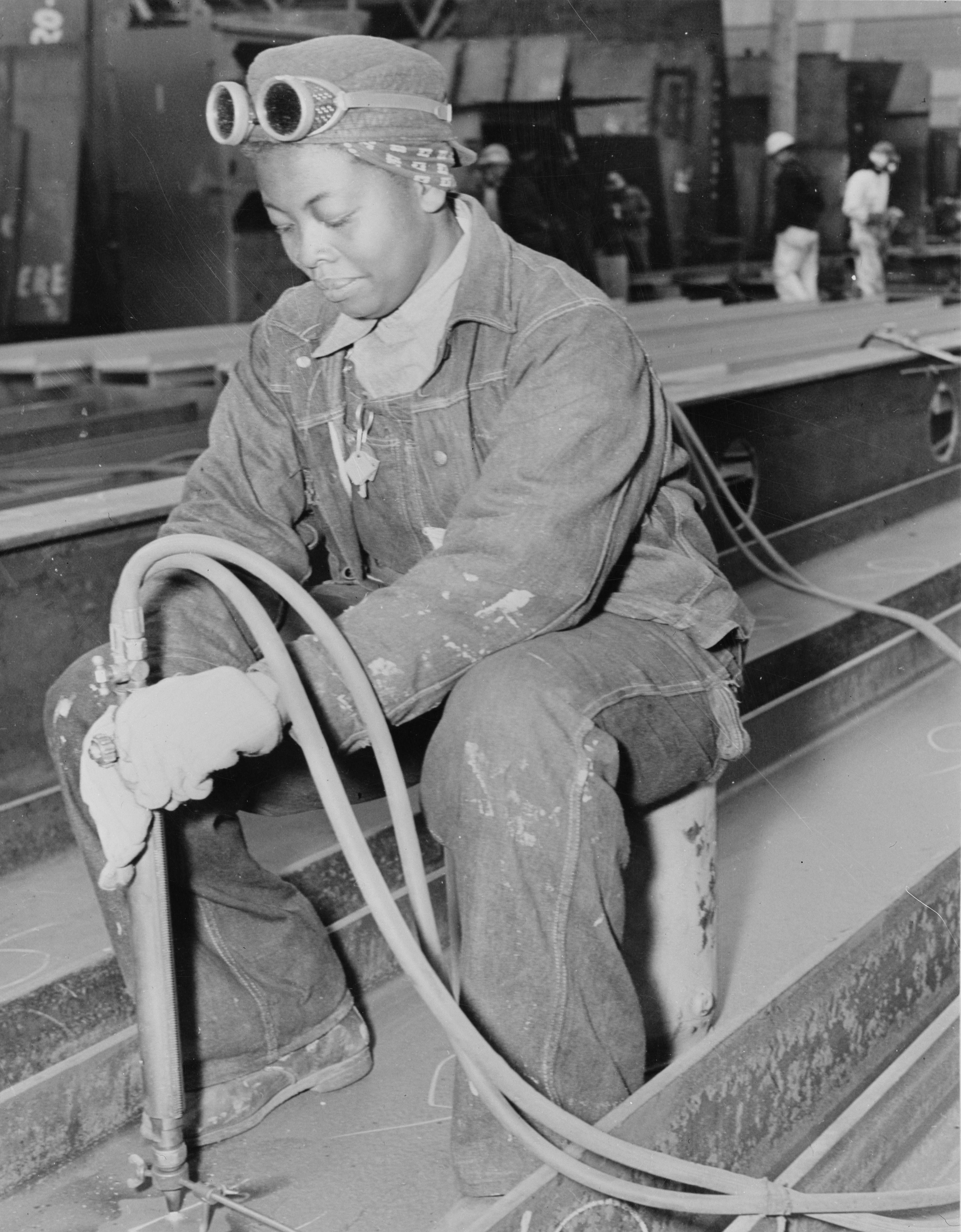

 خدمة التدريب داخل مجال العمل (Training Within Industry TWI) أنشأتها وزارة الحرب الأمريكية (1940 -1945) من خلال  لجنة القوى العاملة أثناء الحرب. وكان الغرض تقديم خدمات استشارية للصناعات المرتبطة بالحرب حيث كان يجري تجنيد أفرادها في الجيش الأمريكي و في نفس الوقت كانت وزارة الحرب تصدر طلبات معدات إضافية. كان من الواضح أن النقص في تدريب الموظفين المهرة في نفس الوقت الذي كان الجيش في أشد الحاجة لهم  سينعكس سلبا على تلك الصناعات فكان تحسين أساليب التدريب من شأنه معالجة النقص. وبحلول نهاية الحرب العالمية الثانية، تلقى أكثر من 1.6 مليون عامل في أكثر من 16,500 مصنع شهادة تدريب. استمر البرنامج في مرحلة ما بعد الحرب في أوروبا وآسيا، حيث ساعد في إعادة الإعمار.  وفي عالم الأعمال يعتبر هذا من ملهمات مفهوم كايزن الياباني.

## نظرة عامة
الأربعة البرامج التدريبية الأساسية  (10 ساعات تدريبية) التي أنشأها برنامج التدريب داخل مجال العمل تم تطويرها بالأصل من قبل خبراء قروض من القطاع الخاص. بسبب شدة الحالة، تم محاولة عدد كبير من الطرق التجريبية والغائها. وهذا أدى إلى ترشيح مجموعة مركزة من البرامج. كل برنامج كان له برامج تمهيدية  تسمى «جلسات تقدير»  تستخدم لعرض البرامج على الإدارة العليا وتقدم البرامج للإدارة الوسطى من الشركة. كل برنامج كان له أيضا برامج 'تدريب مدربين'  وكتيبات للمدربين تسمى «دليل مدرب المعهد». كما وضعت برامج تدريبية «للموظفين فقط» للعاملين بالتدريب لدعم تطوير مهارات الموظفين لإنجاح البرامج.
كان المدربون يستدعون إلى المصنع من أجل تقديم المواد. ومن أجل تسويق الخدمة،  وضعت خمسة احتياجات للمشرف: كل مشرف يجب أن يكون لديه معرفة بالعمل ومعرفة بالمسؤولية، ومعرفة بالتوجيه ومهارة في تحسين الأساليب ومهارة بالقيادة. كل برنامج استند إلى نقاط  تشارلز ألان الأربع: طريقة التحضير والعرض والتطبيق والاختبار.
جلسات ال 10ساعات تشمل:
- تعليمات العمل - يتم تقديم دورة لتدريب المدربين (المشرفين والعمال ذوي الخبرة) لتدريب العمال غير الماهرين بشكل أسرع حيث يتلقى المدربون تدريبا على تقسيم العمل إلى خطوات محددة وعرض الإجراءات في حين تشرح النقاط الرئيسية وأسبابها، ثم يطلب من المتدرب القيام بالتطبيق تحت مراقبة المدرب، وأخيرا وتدريجيا يتم تخفيف رقابة المدرب. تركزت الدورة على المبدأ القائل «إذا لم يتعلم العامل فإن المدرب لم يدرب». وبناء على طلب من الشركات الخدمية طورت بعض برامج تعليمات العمل  لمستشفيات ومكاتب ومزارع.
- أساليب العمل - يتم تقديم دورة للعمال تعلمهم تقييم كفاءة وظائفهم بشكل موضوعي وتقديم تقييم منهجي واقتراح تحسينات. يتم عمل الدورة بشكل يترافق مع تحليل الوظيفة، بنفس الوقت كان العمال يتلقون تدريبا على تحليل كل خطوة وتحديد ما إذا كان هناك سبب كاف لمواصلة القيام بذلك بهذه الطريقة عن طريق طرح سلسلة من الأسئلة الموجهة وإذا ما قرروا أن خطوة ما يمكن القيام بها على نحو أفضل من خلال الحد من التجميع أو إعادة الترتيب أو التبسيط كان عليهم تطوير وتطبيق الطريقة الجديدة من خلال عرضها على «المدير» وزملاء العمل، للحصول على الموافقة بناء على أساس السلامة والجودة والكمية والتكلفة وتنميط الأسلوب الجديد وإقرار حق صاحب المقترح.
- علاقات العمل - دورة تقدم للمشرفين حول التعامل مع العمال بشكل فعال وعادل. وتركز على قاعدة أن «الناس يجب أن يعاملوا كأفراد».
- تطوير البرامج - دورة متقدمة للجهات المسؤولة عن التدريب لمساعدة العاملين  في حل مشاكل الإنتاج عن طريق التدريب.

كان هناك أيضا دورة قصيرة الأجل لمنتسبي الاتحادات العمالية على العمل بفعالية مع الإدارة.

### برامج إضافية
من البرامج التدريب الداخلية؛ «دليل الاتصال مع الإدارة» (1944) -  دورة تدريبية رسمية حول كيفية تسويق دورة تدريب داخل مجال العمل للإدارة ودورة «كيفية الحصول على نتائج مستمرة من برامج التدريب داخل مجال العمل - خاص بالمصانع» (1944) - هذا البرنامج التدريبي كان نتيجة عامين من التجريب العملي وخبرة التنفيذ الناجح لهذه النوعية من الدورات. إلى جانب ذلك طورت البرامج التالية:
- السلامة المهنية  - في حين أن خدمة التدريب داخل مجال العمل  بالولايات المتحدة اختارت عدم تطوير برامج سلامة مهنية، باعتبار أن السلامة كان جزءا من كل وظيفة إلا أن كندا اختارت المضي في هذه البرامج على غرار برامج تعاليم العمل وقدم هذا البرنامج لإنجلترا، التي قللت من أهميته ووضعت برنامج شبيه يركز على اكتشاف المخاطر والتعامل معها. وقد وزعت نسخ من البرنامج البريطاني في اليابان بدءا من عام 1948.
- حل المشكلات  -  نوعان من البرامج  استخدمت أسماء مشابهة. في  مؤسسة  التدريب داخل مجال العمل صدر برنامج حل المشاكل في عام 1946 . شركة التدريب داخل مجال العمل أصدرت برنامجها في عام 1955 وكان أكثر شمولية ويدور حول استخدام تعاليم العمل وعلاقات العمل وأساليب العمل لحل المشكلات.
- قيادة المناقشة - كان هذا هو العمل المبكر لتطوير ما يعرف الآن بمهارات التيسير. لمؤسسة التدريب داخل مجال العمل  إنتجت أيضا بديلا من هذا البرنامج أسمته قيادة المؤتمر.

### التوسع إلى دول أخرى
كان للعديد من المجموعات تأثير في توسيع برامج خدمة التدريب داخل مجال العمل في جميع أنحاء العالم مثل- وزارة الخارجية الأمريكية والجيش الأمريكي ووزارة العمل البريطانية  ومنظمة العمل الدولية (ILO) والنفط القياسية.
في عام 1944 أرسلت وزارة العمل البريطانية  فرانك بيركنز إلى الولايات المتحدة لتقييم برامج خدمة التدريب داخل مجال العمل وفي صيف عام 1944 عاد بيركنز إلى إنجلترا لإنشاء برنامج مماثل.  روجت وزارة العمل البريطانية بنشاط لبرامج التدريب داخل مجال العمل في 65 بلدا بالإضافة إلى الولايات المتحدة وإنجلترا حيث عرف استخدام خدمة التدريب داخل مجال العمل منذ عام 1959. التوسع في أوروبا كان بقيادة «النفط القياسية» التي قادت جهود ترجمة  الأدلة إلى اللغات الأصلية.
بعض أنشطة التدريب داخل مجال العمل الأوروبية تمت في إطار خطة مارشال عبر برنامج «زيارة الخبراء»   مع نجاح محدود.  في وقت لاحق قامت منظمة العمل الدولية باستخدام ترجمات النفط الدولية وكانت جهود إعادة الترجمة هي التي ثبتت برامج خدمة التدريب داخل مجال العمل في أوروبا. 

### بعد الحرب
على الرغم من أن برنامج التمويل الحكومي لخدمة التدريب داخل مجال العمل كان من أجل تطبيق برامجه في الولايات المتحدة الأمريكية إلا أنه في عام 1945، مولت حكومة الولايات المتحدة تقديمه للدول التي تمزقها الحرب في أوروبا وآسيا. وواصلت العديد من المجموعات الخاصة  تقديم خدمة التدريب داخل مجال العمل في الولايات المتحدة والخارج. تشانينج دولي ووالتر ديتز ومايك كين وبيل كونوفر (الذين عرفوا مجتمعين باسم «الفرسان الأربعة») واصلوا تطوير البرامج من خلال إنشاء مؤسسة التدريب داخل مجال العمل. وهذه المجموعة هي المسؤولة عن استمرار انتشار خدمة التدريب داخل مجال العمل في جميع أنحاء أوروبا وآسيا. مدير أحد مكاتب المقاطعات التي أنشأت شركة خدمة التدريب داخل مجال العمل. تم التعاقد معه من قبل حكومة الولايات المتحدة لتقديم خدمة التدريب داخل مجال العمل في اليابان. واستقبل بحفاوة في اليابان حيث شكلت خدمة التدريب داخل مجال العمل أساس ثقافة كايزن في الصناعة. كايزن تعرف بأسماء أخرى مثل حلقات الجودة في الغرب تم تسخيرها بنجاح من قبل شركة تويوتا للسيارات مع مبادئ  التصنيع الرشيق أو الإنتاج المبرمج  لـ تايتشي اونو. في مقدمة  كتاب دينيرو «التدريب ضمن الصناعة» أورد جون شوك قصة حول  مدرب تويوتا حين أخرج نسخة قديمة من دليل خدمة التدريب داخل مجال العمل ليثبت له أن العمال الأميركيين في NUMMI يمكن أن يدرسوا باستخدام  الأساليب «اليابانية» المستخدمة في تويوتا. وهكذا، فإن خدمة التدريب داخل مجال العمل كانت سباقة لما هو يعتبر صنيعة يابانية.